# Älgtjärnen (Kalls socken, Jämtland)
Älgtjärnen är en sjö i Åre kommun i Jämtland och ingår i Indalsälvens huvudavrinningsområde. Sjön har en area på 0,292 kvadratkilometer och ligger 535,1 meter över havet. Sjön avvattnas av vattendraget Härrån.

## Delavrinningsområde
Älgtjärnen ingår i det delavrinningsområde (704899-136973) som SMHI kallar för Utloppet av Kvarnsjön. Medelhöjden är 587 meter över havet och ytan är 15,93 kvadratkilometer. Det finns inga avrinningsområden uppströms utan avrinningsområdet är högsta punkten. Härrån som avvattnar avrinningsområdet har biflödesordning 2, vilket innebär att vattnet flödar genom totalt 2 vattendrag innan det når havet efter 318 kilometer. Avrinningsområdet består mestadels av skog (74 procent) och sankmarker (13 procent). Avrinningsområdet har 1,6 kvadratkilometer vattenytor vilket ger det en sjöprocent på 10 procent.